# Lockstasjön
Lockstasjön är en sjö i Örnsköldsviks kommun i Ångermanland och ingår i Gideälvens huvudavrinningsområde. Sjön har en area på 0,495 kvadratkilometer och ligger 232,3 meter över havet. Sjön fylls på och avvattnas av vattendraget Lockstaån, ett vattendrag som uppströms Västersjön heter Lägstaån.

## Delavrinningsområde
Lockstasjön ingår i det delavrinningsområde (707655-162687) som SMHI kallar för Utloppet av Lockstasjön. Medelhöjden är 262 meter över havet och ytan är 2,25 kvadratkilometer. Räknas de 38 avrinningsområdena uppströms in blir den ackumulerade arean 202,9 kvadratkilometer. Lockstaån som avvattnar avrinningsområdet har biflödesordning 3, vilket innebär att vattnet flödar genom totalt 3 vattendrag innan det når havet efter 88 kilometer. Avrinningsområdet består mestadels av skog (53 procent). Avrinningsområdet har 0,38 kvadratkilometer vattenytor vilket ger det en sjöprocent på 16,9 procent.